# VROOOM
Singles de King Crimson
Sleepless
(1984) Dinosaur
(1995)
VROOOM est un EP du groupe King Crimson paru en 1994, peu avant la sortie de l'album THRAK. Ce EP introduit la formation de Double Trio, avec les mêmes musiciens des trois précédents albums plus l'arrivée de deux nouveaux, Trey Gunn à la Warr Guitar et Pat Mastelloto à la batterie. 
Tous les titres présents sur ce maxi paraîtront l'année suivante, sur l'album THRAK sauf Cage et When I Say Stop, Continue. Les versions de THRAK ont été mixées de façon à mettre en valeur la technique de chacun des musiciens, alors que celles de VROOOM ont essentiellement mis l'accent sur la performance globale.

## Histoire
Après pratiquement une décennie sans album, Robert Fripp reforme King Crimson avec Adrian Belew et Tony Levin. Il s'entoure également de David Sylvian du groupe Japan. Bien que cette formation n'ait rien publié, la collaboration de Fripp et de Sylvian fut néanmoins productive et sortit un album, The First Day. S'ensuivit une tournée qui laissait augurer de la formation à venir, avec déjà Trey Gunn à la Warr guitar et Pat Mastelotto aux percussions.
Ce n'est qu'en 1994, avec le retour de Bill Bruford dans le groupe, que King Crimson publie ce EP VROOOM.

## Titres
Toutes les chansons sont créditées au nom d'Adrian Belew, Bill Bruford, Robert Fripp, Trey Gunn, Tony Levin et Pat Mastelotto.
1. Intro - 0:19
2. Vrooom – 7:17
3. Sex Sleep Eat Drink Dream – 4:42
4. Cage – 1:35
5. Thrak – 7:19
6. When I Say Stop, Continue – 5:21
7. One Time – 4:29

## Musiciens
- Robert Fripp : guitare électrique
- Adrian Belew : guitare électrique, chant, textes
- Tony Levin : basse, Chapman stick
- Trey Gunn : Warr guitar
- Bill Bruford : percussions acoustiques et électroniques
- Pat Mastelotto : percussions acoustiques et électroniques